# 施登巴斯足球會
施登巴斯足球會 是立陶宛的一家足球俱樂部，主場位於考那斯。球隊參加立陶宛足球超級聯賽的賽事。

## 荣誉

### 国内
- 立陶宛盃

- 冠军(1): 2017
- 亚军(1): 2018

- 立陶宛超级盃

- 冠军(0):
- 亚军(1): 2018

## 外部連結
- Official website[永久]